# Kostel Stětí svatého Jana Křtitele (Tuněchody)
Pozdně gotický jednolodní kostel Stětí svatého Jana Křtitele z počátku 16. století se nalézá v centru obce Tuněchody v okrese Chrudim. Kostel Stětí svatého Jana Křtitele v Tuněchodech je od roku 1958 chráněn jako nemovitá kulturní památka ČR.

## Historie
První písemná zmínka o kostele Stětí svatého Jana Křtitele v Tuněchodech pochází z roku 1350. Původní kostel byl přestavěn goticky v polovině 15. století a následně barokně v roce 1690. V roce 1883 kostel regotizoval chrudimský architekt František Schmoranz starší. Z původního kostela se zachovaly žebrové klenby s figurálními svorníky.
V současné době je kostel v Tuněchodech filiálním kostelem farnosti Mikulovice u Pardubic, která je administrována ex currendo z Pardubic. Pravidelné bohoslužby se v kostele nekonají.

## Popis
Kostel Stětí svatého Jana Křtitele v Tuněchodech je jednolodní kostel s pětiboce uzavřeným presbytářem se sakristií po severní straně a masivní hranolovou věží barokního vzhledu v západním průčelí. 
Fasády kostelní lodi i presbytáře z bílé hladké omítky člení pískovcové jednou odstupněné opěrné pilíře kryté nahoře prejzovou krytinou.
Kostelní loď i presbytář osvětlují vysoká, nahoře lomeně zaklenutá okna.
Hlavní vstup do kostela je hrotitým portálem s pískovcovým ostěním v přízemí věže. Nároží věže zdobí pilastry. Nad vstupním portálem fasádu věže člení dvě římsy, mezi nimiž je umístěno kruhové okénko. Nad horní římsou jsou ve výklenkových nikách s frontony umístěny sochy svatého Jana Křtitele, svatého Jana Nepomuckého a Jana Evangelisty. Zvonové patro věže je osvětleno zvonovými půlkruhovitě zakončenými okny, nad kterými se nalézají ciferníky věžních hodin. Věž zakončuje korunní římsa, nad kterou se vypíná cibulová kostelní báň zakončená osmibokou lucernou s cibulkou zakončenou makovicí s křížem. Podvěží je valeně zaklenuto. 
Presbytář je zaklenut křížovou klenbou napojenou dvěma kratičkými úseky žeber na křížové pole, na svornících se zachovaly znaky Tuněchodských z Poběžovic.
Kostelní loď je zaklenuta dvěma obdélnými křížovými poli, vpředu vyrůstají žebra z drobných půloválných přípor a jehlancových konzol. Figurální reliéfy zdobí profilované svorníky.
Vnitřní zařízení je vesměs novogotické s plastikami od Antonína Suchardy (1843-1911). Významná je renesanční cínová křtitelnice s ornamentálními a figurálními reliéfy z roku 1611. Na vnější stěně kostela je zazděn kamenný figurální náhrobník z roku 1612.

## Galerie

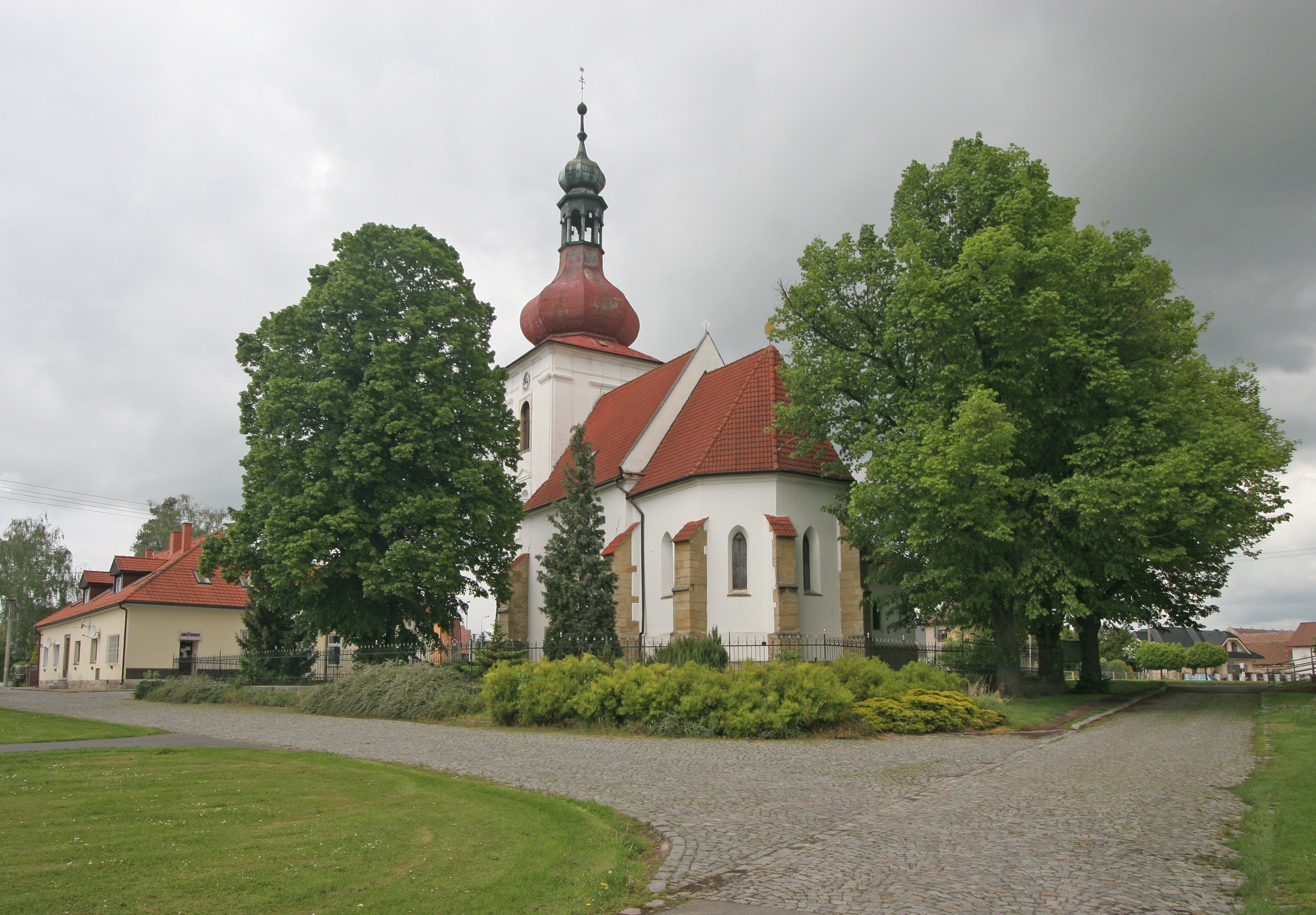
kostel Stětí svatého Jana Křtitele v Tuněchodech
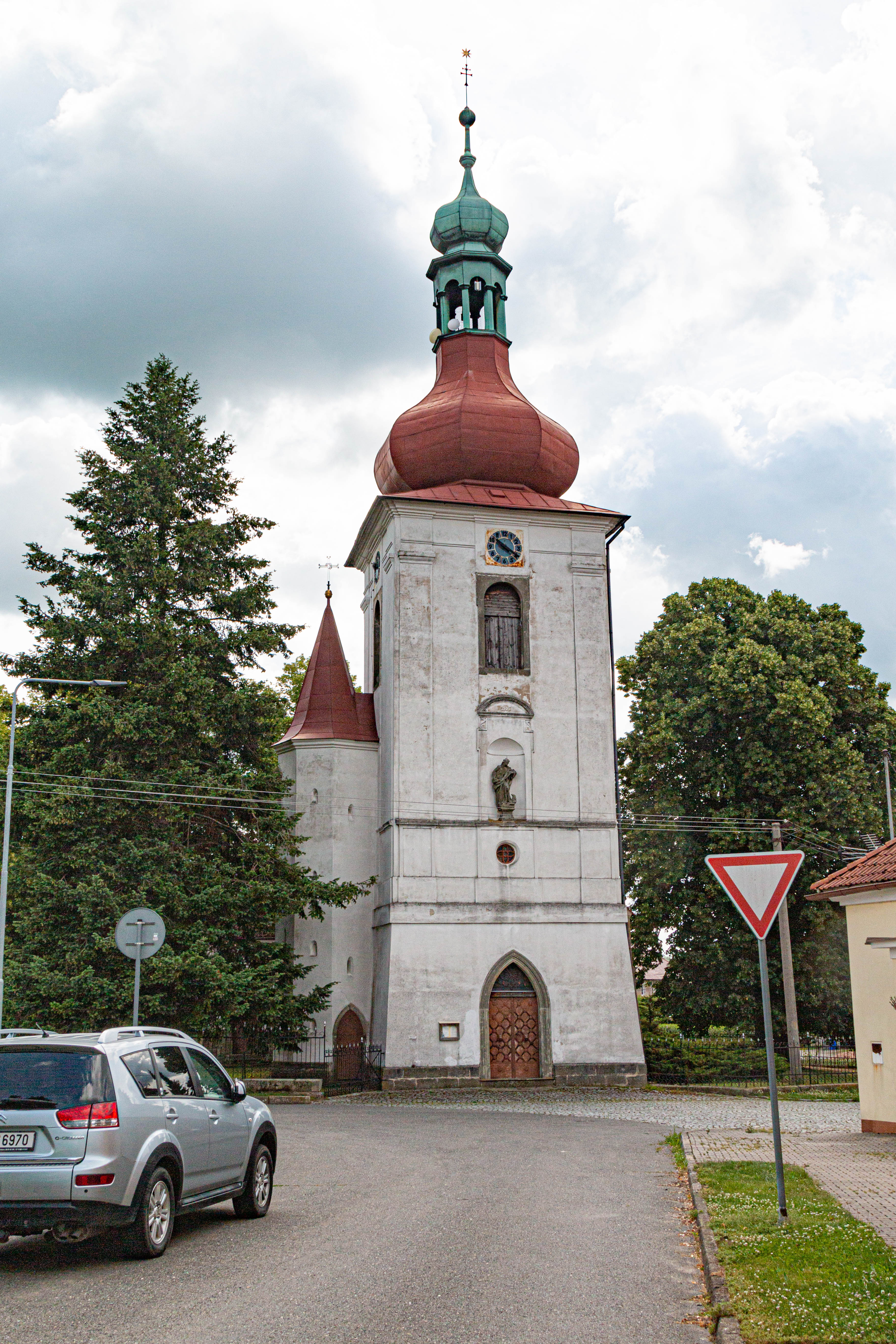
kostel Stětí svatého Jana Křtitele v Tuněchodech - průčelí kostela
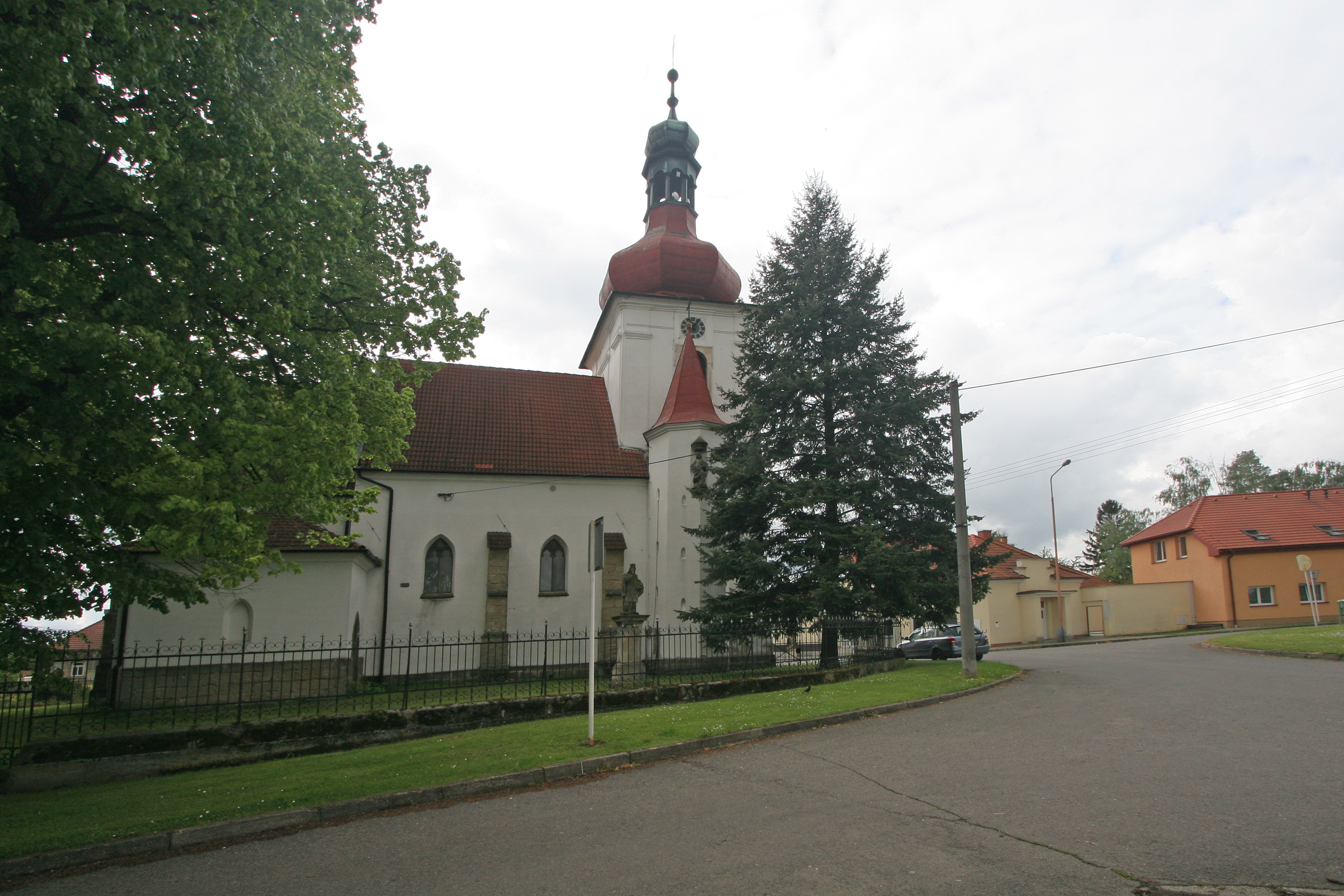
kostel Stětí svatého Jana Křtitele v Tuněchodech
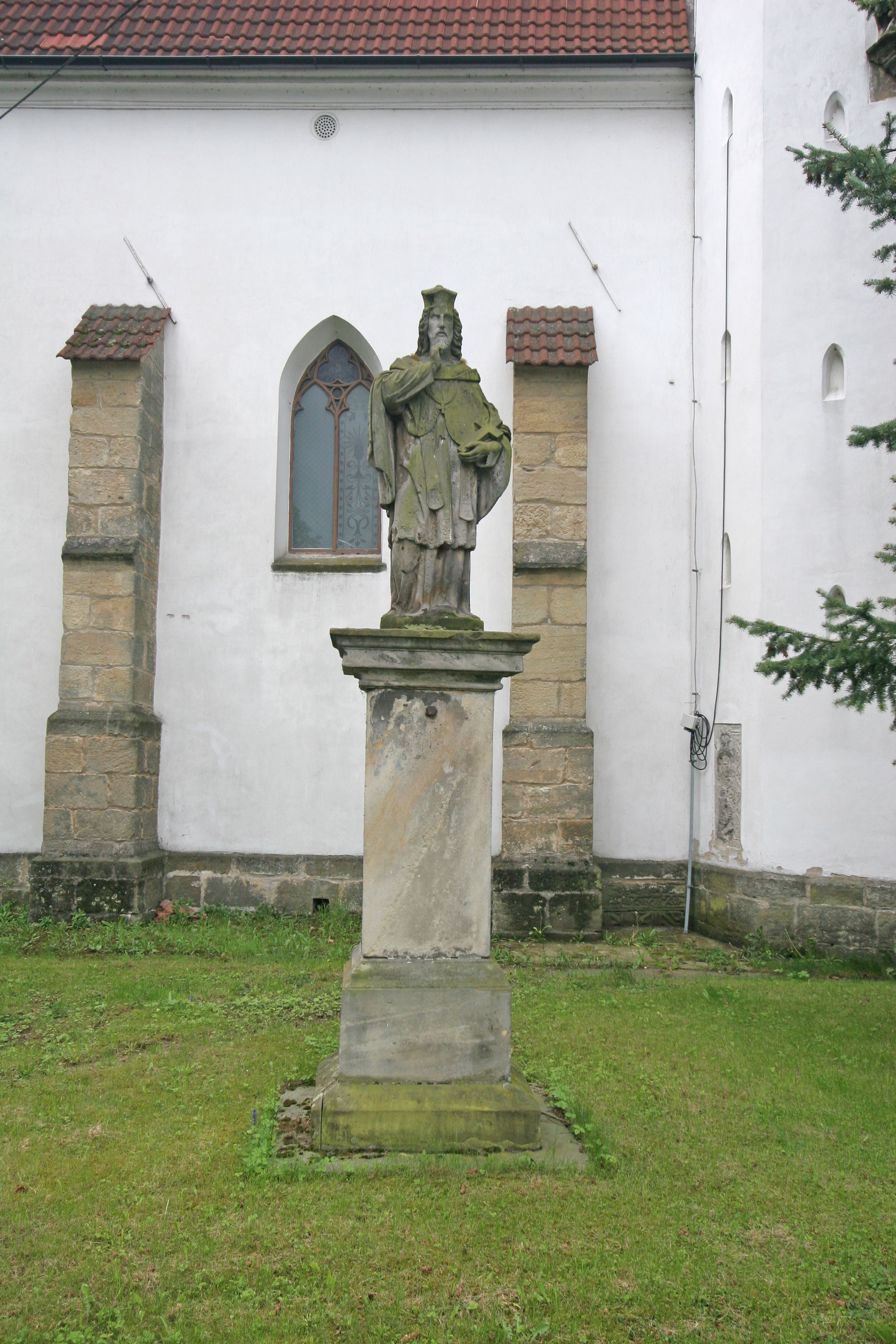
kostel Stětí svatého Jana Křtitele v Tuněchodech - opěráky kostelní lodi